# Canada op de Olympische Zomerspelen 1964
Canada nam deel aan de Olympische Zomerspelen 1964 in Tokio, Japan. Er namen 115 sporters deel in zestien olympische sportdisciplines, waarbij vier medailles werden behaald. 

## Medailles
| Sport    | Olympiër(s)                     | Onderdeel       | Medaille |
| -------- | ------------------------------- | --------------- | -------- |
| Roeien   | Roger Jackson George Hungerford | twee-zonder (m) | Goud     |
| Atletiek | Bill Crothers                   | 800m (m)        | Zilver   |
| Judo     | Doug Rogers                     | +80kg (m)       | Zilver   |
| Atletiek | Harry Jerome                    | 100m (m)        | Brons    |

## Deelnemers en resultaten

### Atletiek
| Olympiër         | Onderdeel                | Resultaat | Prestatie |
| ---------------- | ------------------------ | --------- | --- |
| Harry Jerome     | 100m (m)                 | Brons     | serie 5: 1ste in 10,5 kwartfinale 1: 1ste in 10,3 halve finale 2: 1ste in 10,3 finale: 3de in 10,2 |
| Harry Jerome     | 200m (m)                 | 4e        | serie 5: 1ste in 20,9 kwartfinale 3: 1ste in 21,2 halve finale 2: 4de in 21,0 finale: 4de in 20,7 |
| William Crothers | 400m (m)                 | 11e       | serie 5: 2de in 46,8 kwartfinale 2: 2de in 46,7 halve finale 2: 6de in 46,9 |
| Don Bertoia      | 800m (m)                 | 33e       | serie 4: 7de in 1.52,2 |
| William Crothers | 800m (m)                 | Zilver    | serie 6: 1ste in 1.49,3 halve finale 3: 1ste in 1.47,3 finale: 2de in 1.45,6 |
| Ergas Leps       | 1500m (m)                | 17e       | serie 1: 4de in 3.46,4 halve finale 1: 8ste in 3.51,2 |
| Bruce Kidd       | 5000m (m)                | 33e       | serie 1: 9de in 14.21,8 |
| Bruce Kidd       | 10000m (m)               | 26e       | 30.56,4 |
| Cliff Nuttall    | 110m horden (m)          | 26e       | serie 3: 4de in 14,8 |
| Bill Gairdner    | 400m horden (m)          | 30e       | serie 1: 5de in 53,8 |
| Bruce Kidd       | marathon (m)             | DNS       | niet gestart |
| Alex Oakley      | 20km snelwandelen (m)    | DNF       | niet gefinisht |
| Alex Oakley      | 50km snelwandelen (m)    | 14e       | 4:27.24,6 |
| Gerry Moro       | polsstokhoogspringen (m) | 10e       | kwalificatie: 1ste met 4,60m finale: 10de met 4,70m |
| Bill Gairdner    | tienkamp (m)             | 11e       | 100m: 12de in 11,2 (756 punten) verspringen: 19de met 6,40m (693 punten) kogelstoten: 12de met 13,38m (689 punten) hoogspringen: 16de met 1,70m (588 punten) 400m: 5de in 49,2 (842 punten) 110m horden: 11de in 15,4 (807 punten) discuswerpen: 10de met 42,91m (742 punten) polsstokhoogspringen: 17de met 3,40m (644 punten) speerwerpen: 5de met 59,72m (758 punten) 1500m: 4de in 4.24,5 (628 punten) totaal: 7147 punten      |
| Gerry Moro       | tienkamp (m)             | 16e       | 100m: 20ste in 11,6 (665 punten) verspringen: 21ste met 6,20m (648 punten) kogelstoten: 15de met 12,62m (640 punten) hoogspringen: 16de met 1,70m (588 punten) 400m: 17de in 52,0 (720 punten) 110m horden: 19de in 16,8 (676 punten) discuswerpen: 11de met 40,90m (703 punten) polsstokhoogspringen: 1ste met 4,60m (957 punten) speerwerpen: 17de met 46,63m (587 punten) 1500m: 11de in 4.38,8 (532 punten) totaal: 6716 punten |
|                  |                          |           | |
| Irene Piotrowski | 100m (v)                 | 9e        | serie 5: 3de in 11,5 kwartfinale 1: 4de in 11,6 halve finale 2: 5de in 11,7 |
| Irene Piotrowski | 200m (v)                 | 17e       | serie 2: 3de in 24,4 |
| Abigal Hoffman   | 400m (v)                 | 17e       | serie 2: 7de in 55,9 |
| Abigal Hoffman   | 800m (v)                 | 20e       | serie 1: 8ste in 2.17,4 |
| Amy Snider       | 80m horden (v)           | DSQ       | serie 1: gediskwalificeerd |
| Dianne Gerace    | hoogspringen (v)         | 5e        | kwalificatie: 1ste met 1,70m finale: 5de met 1,71m |
| Nancy McCredie   | kogelstoten (v)          | 5e        | kwalificatie: 12de met 15,10m finale: 7de met 15,89m |
| Nancy McCredie   | discuswerpen (v)         | 15e       | kwalificatie: 15de met 47,27m |
| Dianne Gerace    | vijfkamp (v)             | 15e       | 80m horden: 14de in 11,9 (904 punten) kogelstoten: 12de met 11,19m (799 punten) hoogspringen: 2de met 1,69m (1037 punten) verspringen: 13de met 5,76m (934 punten) 200m: 17de in 26,9 (771 punten) totaal: 4445 punten |
| Jenny Wingerson  | vijfkamp (v)             | 13e       | 80m horden: 11de in 11,3 (995 punten) kogelstoten: 6de met 12,06m (859 punten) hoogspringen: 16de met 1,48m (814 punten) verspringen: 17de met 5,52m (878 punten) 200m: 3de in 24,6 (968 punten) totaal: 4514 punten |

### Basketbal
| Olympiër | Onderdeel | Resultaat | Prestatie |
| --- | --------- | --------- | --- |
| Walter Birtles John Dacyshyn Rolly Goldring Keith Hartley Barry Howson Fred Ingaldson James Maguire John McKibbon Warren Reynolds Ruby Richman Joseph Stulac George Stulac | mannen    | 14e       | groep A: 8ste V van Sovjet-Unie: 52-87 V van Hongarije: 59-70 V van Japan: 37-58 V van Italië: 54-66 V van Mexico: 68-78 V van Puerto Rico: 69-88 V van Polen: 69-74 13-16de plek: W van Peru: 82-81 13-14de plek: V van Hongarije: 65-68 |

| Voorronde Groep A |             |             |             |             |        |        |        |        |
| #                 | Land        | Wedstrijden | Wedstrijden | Wedstrijden | Punten | Punten | Punten | Punten |
| #                 | Land        | G           | W           | V           | V      | T      | Saldo  | Punten |
| 1                 | Sovjet-Unie | 7           | 7           | 0           | 562    | 424    | +138   | 14     |
| 2                 | Puerto Rico | 7           | 5           | 2           | 493    | 454    | +39    | 12     |
| 3                 | Polen       | 7           | 4           | 3           | 467    | 448    | +19    | 11     |
| 4                 | Italië      | 7           | 4           | 3           | 495    | 480    | +15    | 11     |
| 5                 | Mexico      | 7           | 3           | 4           | 485    | 514    | -29    | 10     |
| 6                 | Japan       | 7           | 3           | 4           | 421    | 428    | -7     | 10     |
| 7                 | Hongarije   | 7           | 2           | 5           | 407    | 469    | -62    | 9      |
| 8                 | Canada      | 7           | 0           | 7           | 408    | 521    | -113   | 7      |

| Ronde        | Datum | Plaats      | Land  | Score     | Land |
| ------------ | ----- | ----------- | ----- | --------- | ---- |
| Groepsfase   |       |             |       |           |      |
| 11 oktober   | Tokio | Sovjet-Unie | 87-52 | Canada    |      |
| 12 oktober   | Tokio | Canada      | 59-70 | Hongarije |      |
| 13 oktober   | Tokio | Canada      | 37-58 | Japan     |      |
| 14 oktober   | Tokio | Canada      | 54-66 | Italië    |      |
| 16 oktober   | Tokio | Mexico      | 78-68 | Canada    |      |
| 17 oktober   | Tokio | Puerto Rico | 88-69 | Canada    |      |
| 18 oktober   | Tokio | Polen       | 74-69 | Canada    |      |
| 13-16de plek |       |             |       |           |      |
| 20 oktober   | Tokio | Peru        | 81-82 | Canada    |      |
| 13-14de plek |       |             |       |           |      |
| 22 oktober   | Tokio | Hongarije   | 68-65 | Canada    |      |

### Boksen
| Olympiër              | Onderdeel   | Resultaat | Prestatie                                                          |
| --------------------- | ----------- | --------- | ------------------------------------------------------------------ |
| John Henry            | -51kg (m)   | 17e       | 1ste ronde: V van ROU Ciucă: scheidsrechterlijke beslissing        |
| Campbell Palmer       | -60kg (m)   | 9e        | 1ste ronde: W van CIV Assi: 3-2 2de ronde: V van BUL Pilichev: 0-5 |
| Harvey Reti           | -63,5kg (m) | 17e       | 1ste ronde: V van HUN Tóth: 2-3                                    |
| Frederick Desroisiers | -67kg (m)   | 17e       | 1ste ronde: V van ITA Bertini: scheidsrechterlijke beslissing      |

### Gewichtheffen
| Olympiër               | Onderdeel | Resultaat | Prestatie                                                                               |
| ---------------------- | --------- | --------- | --------------------------------------------------------------------------------------- |
| Frederick Allen Salter | -60kg (m) | 18e       | drukken: 18de met 95kg trekken: 17de met 92,5kg stoten: 16de met 125kg totaal: 312,5kg  |
| Pierre Saint-Jean      | -75kg (m) | 13e       | drukken: 17de met 115kg trekken: 8ste met 125kg stoten: 10de met 155kg totaal: 395kg    |
| John Lewis             | -90kg (m) | 9e        | drukken: 11de met 135kg trekken: 5de met 137,5kg stoten: 12de met 167,5kg totaal: 440kg |

### Hockey
| Olympiër | Onderdeel  | Resultaat | Prestatie |
| --- | ---------- | --------- | --- |
| Ron Aldridge Victor Warren Lee Wright Tony Boydt John Youngt Ian Johnstont Patrick Ruttlet Peter Bucklandt Richard Choppingt Derrick Andersont Allan Raphaelt Gerard Ronant Peter Vander Pylt Harry Preston | mannen (m) | 13e       | groep B: 7de V van Duits eenheidsteam: 1-5 V van Nederland: 0-5 W van Hongkong: 2-1 V van Spanje: 0-3 V van België: 1-5 V van India: 0-3 V van Maleisië: 1-3 |

| Groep B |                    |             |             |             |             |            |            |            |        |
| #       | Land               | Wedstrijden | Wedstrijden | Wedstrijden | Wedstrijden | Doelpunten | Doelpunten | Doelpunten | Punten |
| #       | Land               | G           | W           | G           | V           | V          | T          | Saldo      | Punten |
| 1       | India              | 7           | 5           | 2           | 0           | 18         | 4          | +14        | 12     |
| 2       | Spanje             | 7           | 4           | 3           | 0           | 16         | 3          | +13        | 11     |
| 3       | Duits eenheidsteam | 7           | 2           | 5           | 0           | 9          | 4          | +5         | 9      |
| 4       | Nederland          | 7           | 4           | 1           | 2           | 20         | 4          | +16        | 9      |
| 5       | Maleisië           | 7           | 2           | 2           | 3           | 11         | 13         | -2         | 6      |
| 6       | België             | 7           | 2           | 2           | 3           | 10         | 13         | -3         | 6      |
| 7       | Canada             | 7           | 1           | 0           | 6           | 5          | 25         | -20        | 2      |
| 8       | Hongkong           | 7           | 0           | 1           | 6           | 3          | 26         | -23        | 1      |

| Ronde      | Datum | Plaats             | Land | Score    | Land |
| ---------- | ----- | ------------------ | ---- | -------- | ---- |
| Groepsfase |       |                    |      |          |      |
| 11 oktober | Tokio | Duits eenheidsteam | 5-1  | Canada   |      |
| 12 oktober | Tokio | Nederland          | 5-0  | Canada   |      |
| 14 oktober | Tokio | Canada             | 2-1  | Hongkong |      |
| 15 oktober | Tokio | Spanje             | 3-0  | Canada   |      |
| 17 oktober | Tokio | België             | 5-1  | Canada   |      |
| 18 oktober | Tokio | India              | 3-0  | Canada   |      |
| 19 oktober | Tokio | Maleisië           | 3-1  | Canada   |      |

### Judo
| Olympiër    | Onderdeel | Resultaat | Prestatie |
| ----------- | --------- | --------- | --- |
| Doug Rogers | +80kg (m) | Zilver    | 1ste ronde groep A: 1ste met 2 overwinningen kwartfinale: vrij halve finale: W van URS Chikviladze finale: V van JPN Inokuma |

### Kanovaren
| Olympiër                                          | Onderdeel     | Resultaat | Prestatie                                                                            |
| ------------------------------------------------- | ------------- | --------- | ------------------------------------------------------------------------------------ |
| Paul Stahl                                        | C-1 1000m (m) | 7e        | serie 1: 4de in 5.08,28 halve finale: 1ste in 4.55,79 finale: 7de in 5.04,79         |
| Andor Elbert Fred Heese                           | C-2 1000m (m) | 7e        | serie 2: 4de in 4.23,40 halve finale: 2de in 4.38,18 finale: 7de in 4.21,99          |
| Arpid Simonyik                                    | K-1 1000m (m) | 11e       | serie 2: 4de in 4.12,48 herkansingen: 1ste in 5.31,18 halve finale 2: 4de in 4.13,59 |
| Gabor Joo Michael Brown                           | K-2 1000m (m) | 11e       | serie 2: 6de in 3.51,57 herkansingen: 2de in 3.53,97 halve finale 2: 4de in 3.52,90  |
| Michael Brown Arpad Simonyik Gabor Joo Paul Stahl | K-4 1000m (m) | DNS       | niet gestart                                                                         |

### Paardensport
| Olympiër           | Onderdeel   | Resultaat | Prestatie                         |
| Dressuur           | Dressuur    | Dressuur  | Dressuur                          |
| ------------------ | ----------- | --------- | --------------------------------- |
| Inez Fischer-Credo | individueel | 18e       | voorronde: 18de met 597,0 punten  |
| Christilot Hanson  | individueel | 20e       | voorronde: 20ste met 549,0 punten |

### Roeien
| Olympiër | Onderdeel       | Resultaat | Prestatie                                                                     |
| --- | --------------- | --------- | ----------------------------------------------------------------------------- |
| Leif Gotfredsen | skiff (m)       | 8e        | serie 3: 4de in 8.15,30 herkansingen: 3de in 8.02,72 finale B: 2de in 7.28,70 |
| George Hungerford Roger Jackson                                                                                              | twee-zonder (m) | Goud      | serie 2: 1ste in 7.19,78 finale: 1ste in 7.32,94                              |
| Robert Brookson Neil Campbell Chris Leach Daryl MacDonald                                                                    | vier-zonder (m) | 11e       | serie 1: 3de in 7.01,97 herkansingen: 3de in 6.53,38 finale B: 5de in 6.45,50 |
| Richard Bordewick Thomas Gray John Larsen Marc Lemieux David Overton Wayne Pretty Daryl Sturdy Max Wieczorek Eldon Worobieff | acht (m)        | 9e        | serie 2: 2de in 6.07,19 herkansingen: 2de in 6.03,86 finale B: 3de in 6.02,69 |

### Schermen
| Olympiër        | Onderdeel  | Resultaat | Prestatie                                   |
| --------------- | ---------- | --------- | ------------------------------------------- |
| John Andru      | degen (m)  | 33e       | 1ste ronde groep D: 7de met 1 overwinning   |
| Robert Foxcroft | degen (m)  | 33e       | 1ste ronde groep F: 7de met 2 overwinningen |
| John Andru      | floret (m) | 33e       | 1ste ronde groep E: 5de met 1 overwinning   |
| Robert Foxcroft | floret (m) | 33e       | 1ste ronde groep D: 6de met 0 overwinningen |
| John Andru      | sabel (m)  | 33e       | 1ste ronde groep H: 4de met 2 overwinningen |
| Robert Foxcroft | sabel (m)  | 33e       | 1ste ronde groep C: 5de met 1 overwinning   |
|                 |            |           |                                             |
| Pacita Weidel   | floret (v) | 33e       | 1ste ronde groep B: 7de met 1 overwinning   |

### Schietsport
| Olympiër         | Onderdeel                  | Resultaat | Prestatie                          |
| ---------------- | -------------------------- | --------- | ---------------------------------- |
| Gil Boa          | 50m geweer 3 houdingen (m) | 38e       | 1100 punten: (393-371-336)         |
| George Marsh     | 50m geweer 3 houdingen (m) | 32e       | 1111 punten: (397-374-340)         |
| Gil Boa          | 50m geweer liggend (m)     | 4e        | 595 punten: (100-98-98-100-99-100) |
| George Marsh     | 50m geweer liggend (m)     | 31e       | 588 punten: (97-98-98-98-100-97)   |
| William Hare     | 50m pistool (m)            | 27e       | 535 punten: (88-88-87-92-91-89)    |
| Garfield McMahon | 50m pistool (m)            | 16e       | 543 punten: (89-93-89-91-93-88)    |
| William Hare     | 25m snelvuurpistool (m)    | 22e       | 579 punten: (285-294)              |
| Garfield McMahon | 25m snelvuurpistool (m)    | 47e       | 551 punten: (270-281)              |
| Floyd Nattrass   | trap (m)                   | 12e       | 190 punten                         |
| Harry Willsie    | trap (m)                   | 39e       | 177 punten                         |

### Schoonspringen
| Olympiër         | Onderdeel     | Resultaat | Prestatie                                                                           |
| ---------------- | ------------- | --------- | ----------------------------------------------------------------------------------- |
| Thomas Dinsley   | 3m plank (m)  | 18e       | voorronde: 18de met 83,02 punten                                                    |
| Thomas Dinsley   | 10m toren (m) | 24e       | voorronde: 24ste met 83,22 punten                                                   |
|                  |               |           |                                                                                     |
| Carol Ann Morrow | 3m plank (v)  | 19e       | voorronde: 19de met 64,07 punten                                                    |
| Judy Stewart     | 3m plank (v)  | 12e       | voorronde: 12de met 82,39 punten                                                    |
| Carol Ann Morrow | 10m toren (v) | 11e       | voorronde: 10de met 47,62 punten finale: 11de met 38,52 punten totaal: 86,14 punten |
| Judy Stewart     | 10m toren (v) | 23e       | voorronde: 23ste met 36,47 punten                                                   |

### Turnen
| Olympiër       | Onderdeel                | Resultaat | Prestatie |
| -------------- | ------------------------ | --------- | --- |
| Richard Kihn   | meerkamp individueel (m) | 82e       | vloer: 65ste met 18,20 punten sprong: 77ste met 18,65 punten brug: 60ste met 18,50 punten rekstok: 99ste met 17,25 punten ringen: 94ste met 17,10 punten paard met bogen: 50ste met 18,25 punten totaal: 107,95 punten |
| Gilbert Larose | meerkamp individueel (m) | 92e       | vloer: 76ste met 18,00 punten sprong: 54ste met 18,75 punten brug: 91ste met 18,05 punten rekstok: 82ste met 17,65 punten ringen: 71ste met 17,80 punten paard met bogen: 104de met 16,65 punten totaal: 106,90 punten |
| Willie Weiler  | meerkamp individueel (m) | 86e       | vloer: 80ste met 17,90 punten sprong: 14de met 19,20 punten brug: 60ste met 18,50 punten rekstok: 105de met 17,05 punten ringen: 88ste met 17,40 punten paard met bogen: 95ste met 17,10 punten totaal: 107,15 punten  |
|                |                          |           | |
| Gail Daley     | meerkamp individueel (v) | 55e       | vloer: 61ste met 17,966 punten sprong: 42ste met 18,500 punten brug: 57ste met 17,933 punten balk: 59ste met 18,066 punten totaal: 72,465 punten                                                                       |

### Worstelen
| Olympiër         | Onderdeel   | Resultaat   | Prestatie |
| Vrije stijl      | Vrije stijl | Vrije stijl | Vrije stijl |
| ---------------- | ----------- | ----------- | --- |
| Koji Hirabayashi | -57kg (m)   | 13e         | 1ste ronde: W van FIN Alanen 2de ronde: V van URS Ibrahimov                                                          |
| Matti Jutila     | -63kg (m)   | 9e          | 1ste ronde: W van IRI Seifpour 2de ronde: V van FIN Jaskari 3de ronde: V van USA Douglas                             |
| Rodger Doner     | -70kg (m)   | 16e         | 1ste ronde: V van EUA Rost 2de ronde: V van ARG Vario                                                                |
| Phil Oberlander  | -78kg (m)   | 6e          | 1ste ronde: W van NOR Barlie 2de ronde: W van PHI Mayo 3de ronde: V van URS Sagharadze 4de ronde: V van JPN Watanabe |
| Grieks-Romeins   |             |             | |
| Matti Jutila     | -63kg (m)   | 20e         | 1ste ronde: G van AUS Cacas 2de ronde: V van USA Finley                                                              |

### Zeilen
| Olympiër                                         | Onderdeel       | Resultaat | Prestatie                         |
| ------------------------------------------------ | --------------- | --------- | --------------------------------- |
| Bruce Kirby                                      | finn            | 11e       | 4178 punten: (12-5-DNF-24-4-10-6) |
| Paul Henderson Skip Lennox                       | flying dutchman | 12e       | 2947 punten: (5-10-10-13-13-12-5) |
| Dave Miller William West                         | star            | 7e        | 3565 punten: (4-14-5-8-11-5-3)    |
| Ed Botterell Lynn Watters John MacBrien          | dragon          | 11e       | 3459 punten: (4-4-11-7-13-14-13)  |
| Sandy MacDonald Douglas Woodward Bernard Skinner | 5,5m            | 7e        | 2955 punten: (13-3-5-9-9-7-6)     |

### Zwemmen
| Olympiër                                                  | Onderdeel             | Resultaat | Prestatie                                                                   |
| --------------------------------------------------------- | --------------------- | --------- | --------------------------------------------------------------------------- |
| Sandy Gilchrist                                           | 100m vrije slag (m)   | 21e       | serie 7: 3de in 55,8 halve finale 2: 7de in 56,4                            |
| Ralph Hutton                                              | 100m vrije slag (m)   | 47e       | serie 1: 6de in 57,7                                                        |
| Daniel Sherry                                             | 100m vrije slag (m)   | 12e       | serie 6: 1ste in 55,2 halve finale 1: 4de in 55,5                           |
| Sandy Gilchrist                                           | 400m vrije slag (m)   | 10e       | serie 2: 2de in 4.24,2                                                      |
| Ralph Hutton                                              | 400m vrije slag (m)   | 21e       | serie 7: 5de in 4.29,4                                                      |
| Ron Jacks                                                 | 400m vrije slag (m)   | 20e       | serie 4: 3de in 4.29,3                                                      |
| Sandy Gilchrist                                           | 1500m vrije slag (m)  | 12e       | serie 2: 3de in 17.42,0                                                     |
| Ralph Hutton                                              | 200m rugslag (m)      | 7e        | serie 1: 3de in 2.17,8 halve finale 1: 3de in 2.15,8 finale: 7de in 2.15,9  |
| Ron Jacks                                                 | 200m rugslag (m)      | 22e       | serie 4: 5de in 2.21,3                                                      |
| Ralph Hutton                                              | 200m vlinderslag (m)  | 24e       | serie 5: 5de in 2.20,8                                                      |
| Daniel Sherry                                             | 200m vlinderslag (m)  | 8e        | serie 2: 3de in 2.12,9 halve finale 2: 4de in 2.12,9 finale: 8ste in 2.14,6 |
| Sandy Gilchrist                                           | 400m wisselslag (m)   | 5e        | serie 2: 1ste in 4.58,3 finale: 5de in 4.57,6                               |
| Ralph Hutton                                              | 400m wisselslag (m)   | 11e       | serie 1: 2de in 5.06,2                                                      |
| Daniel Sherry Ralph Hutton Ron Jacks Sandy Gilchrist      | 4x100m vrije slag (m) | 11e       | serie 2: 6de in 3.49,7                                                      |
| Daniel Sherry Ralph Hutton Ron Jacks Sandy Gilchrist      | 4x200m vrije slag (m) | 11e       | serie 1: 5de in 8.22,2                                                      |
| Daniel Sherry Ralph Hutton Ron Jacks Sandy Gilchrist      | 4x100m wisselslag (m) | 9e        | serie 2: 5de in 4.15,5                                                      |
|                                                           |                       |           |                                                                             |
| Helen Kennedy                                             | 100m vrije slag (v)   | 20e       | serie 6: 5de in 1.04,2                                                      |
| Marion Lay                                                | 100m vrije slag (v)   | 5e        | serie 5: 2de in 1.02,1 halve finale 1: 2de in 1.02,2 finale: 5de in 1.02,2  |
| Mary Beth Stewart                                         | 100m vrije slag (v)   | 28e       | serie 1: 6de in 1.05,1                                                      |
| Barbara Hounsell                                          | 400m vrije slag (v)   | 18e       | serie 1: 4de in 5.04,9                                                      |
| Jane Hughes                                               | 400m vrije slag (v)   | 5e        | serie 4: 3de in 4.54,8 finale: 5de in 4.50,9                                |
| Patty Thompson                                            | 400m vrije slag (v)   | 22e       | serie 2: 3de in 5.06,7                                                      |
| Helen Kennedy                                             | 100m rugslag (v)      | 22e       | serie 1: 5de in 1.12,5                                                      |
| Eileen Weir                                               | 100m rugslag (v)      | 7e        | serie 2: 2de in 1.09,7 finale: 7de in 1.09,8                                |
| Marianne Humeniuk                                         | 100m vlinderslag (v)  | 9e        | serie 3: 3de in 1.09,5 halve finale 1: 4de in 1.09,2                        |
| Helen Kennedy                                             | 100m vlinderslag (v)  | 18e       | serie 4: 4de in 1.11,2                                                      |
| Mary Beth Stewart                                         | 100m vlinderslag (v)  | 8e        | serie 2: 3de in 1.09,9 halve finale 2: 4de in 1.08,6 finale: 8ste in 1.10,0 |
| Barbara Hounsell                                          | 400m wisselslag (v)   | 9e        | serie 2: 2de in 5.38,4                                                      |
| Helen Kennedy                                             | 400m wisselslag (v)   | 17e       | serie 4: 3de in 5.49,9                                                      |
| Mary Beth Stewart Patty Thompson Helen Kennedy Marion Lay | 4x100m vrije slag (v) | 7e        | serie 1: 4de in 4.14,9 finale: 7de in 4.15,9                                |
| Eileen Weir Marion Lay Mary Beth Stewart Helen Kennedy    | 4x100m wisselslag (v) | 6e        | serie 2: 4de in 4.46,6 finale: 6de in 4.49,9                                |

Afghanistan · Algerije · Argentinië · Australië · Bahama's · België · Bermuda · Birma · Bolivia · Brazilië · Brits-Guiana · Bulgarije · Cambodja · Canada · Ceylon · Chili · Colombia · Congo-Brazzaville · Costa Rica · Cuba · Denemarken · Dominicaanse Republiek · Duits eenheidsteam · Ethiopië · Filipijnen · Finland · Frankrijk · Ghana · Griekenland · Groot-Brittannië · Hongarije · Hongkong · Ierland · IJsland · India · Irak · Iran · Israël · Italië · Ivoorkust · Jamaica · Japan · Joegoslavië · Kameroen · Kenia · Libanon · Liberia · Libië · Liechtenstein · Luxemburg · Madagaskar · Maleisië · Mali · Marokko · Mexico · Monaco · Mongolië · Nederland · Nederlandse Antillen · Nepal · Nieuw-Zeeland · Niger · Nigeria · Noord-Rhodesië · Noorwegen · Oeganda · Oostenrijk · Pakistan · Panama · Peru · Polen · Portugal · Puerto Rico · Roemenië · Senegal · Sovjet-Unie · Spanje · Taiwan · Tanganyika · Thailand · Trinidad en Tobago · Tsjaad · Tsjecho-Slowakije · Tunesië · Turkije · Uruguay · Venezuela · Verenigde Arabische Republiek · Verenigde Staten · Vietnam · Zuid-Korea · Zuid-Rhodesië · Zweden · Zwitserland